# Lightning hálózat

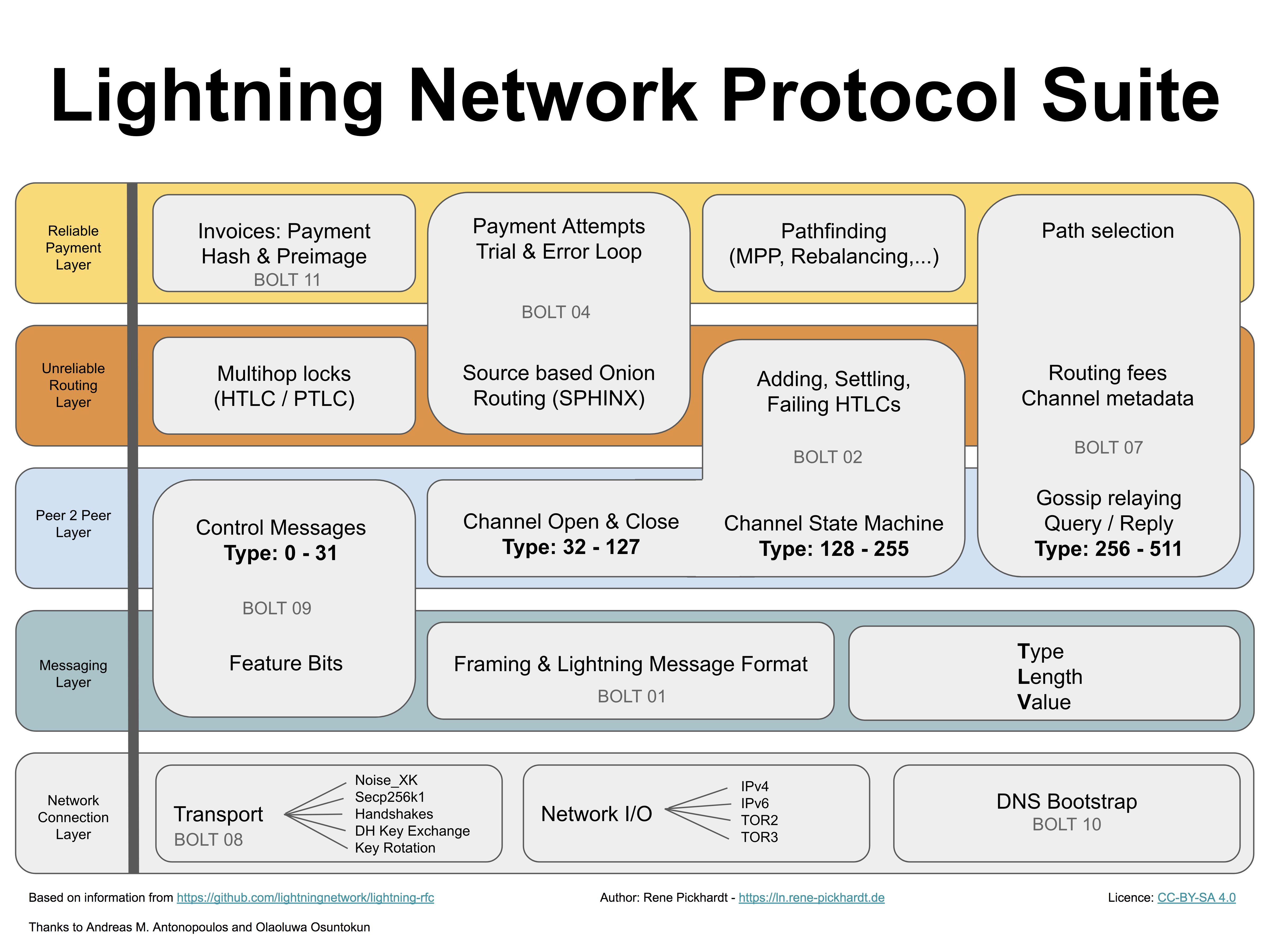
Lightning hálózati protokoll felépítése

Példa az ACFKLQ-útválasztásra a fizetési csatornák idealizált mesh-hálózatán keresztül

A Lightning hálózat (angolul Lightning Network vagy LN) egy "2. rétegű" fizetési protokoll, amely a Bitcoin (és más blokkláncok és kriptovaluták) tetejére épül. Célja, hogy gyors tranzakciókat tegyen lehetővé a résztvevő csomópontok között, és a bitcoin méretezhetőségi problémájának megoldásaként javasolták. Tartalmaz egy peer-to-peer rendszert, amellyel kétirányú fizetési csatornák hálózatán keresztül bonyolítanak le kriptovalutal mikrofizetéseket anélkül, hogy a pénzeszközök őrzését átruháznák egy közvetítőre.
A Lightning hálózat normál használata abból áll, hogy egy fizetési csatornát nyitnak meg egy finanszírozási tranzakció végrehajtásával az alap blokkláncon (az 1. rétegen), majd tetszőleges számú Lightning hálózati tranzakciót hajtanak végre, amelyek frissítik a csatorna forrásainak elosztását anélkül, hogy azokat a blokklánc felé közölnék, majd ezt opcionálisan követ a fizetési csatorna bezárása az elszámolási tranzakció végső verziójának közlésével az alap blokklánc felé.
A kifizetések rendezéséhez a csatornát le kell zárni. A folyamat elindításához egy csomópont a legfrissebb elszámolási tranzakciót közli a hálózat irányába. Azt ezt követő események nagyjából kétféleképpen képzelhetők el: egy megegyezésen alapuló csatornazárás, amelyben mindkét fél megerősíti a pénzeszköz elosztást és a pénzeszközök azonnal kiegyenlítésre kerülnek. A nem megegyezésen alapuló bezárások jogszerűek lehetnek például akkor, ha az egyik csomópont már nem része a hálózatnak, vagy ha az egyik csomópont elavult, helytelen pénzeszköz elosztást közvetít a hálózat irányába. Együttműködés nélküli bezárások esetén a pénzeszközök kiegyenlítése nem történik meg azonnal, de van egy vitaidőszak, amelyen belül a csomópontok megkérdőjelezhetik a közvetítést a hálózat irányába. Ha a második csomópont naprakészebb elosztást közvetít, akkor a pénzeszközök teljes egészében átutalásra kerülnek. Ez a büntetéssel felérő cselekmény, amelyet a sértés orvoslására irányuló tranzakciónak neveznek, megakadályozza, hogy a csomópontok elavult tranzakciók közvetítésével megkíséreljék átverni a hálózatot.

## Története
Joseph Poon és Thaddeus Dryja 2015 februárjában publikálta a Lightning hálózat fehér könyvét.

### 2019 Bitcoin Lightning Torch
2019. január 19-én egy hodlonaut álnevű Twitter-felhasználó, elkezdte a Lightning hálózat játékszerű promóciós tesztjét úgy, hogy 100 000 satoshit (0,001 bitcoint) küldött egy megbízható címzettnek, majd minden további címzett 10 000 satoshit (0,0001 BTC) adott hozzá a következő címzettnek való küldéskor. A "Lightning Torch" akcióban olyan neves személyiségek is részt vettek, mint például Jack Dorsey, a Twitter akkori vezérigazgatója, Charlie Lee, a Litecoin alkotója, a Lightning Labs vezérigazgatója, Elizabeth Stark és a Binance vezérigazgatója, "CZ" Changpeng Zhao.

## Tervezés
Andreas Antonopoulos a Lightning hálózatot második rétegű útválasztó hálózatként jellemzi. A fizetési csatornák lehetővé teszik a résztvevők számára, hogy pénzeszközöket utaljanak át egymásnak anélkül, hogy minden tranzakciójukat nyilvánossá kellene tenniük a blokkláncon. Ez a nem együttműködő résztvevők büntetésével történik. Csatorna megnyitásakor a résztvevőknek le kell kötniük egy összeget (egy finanszírozási tranzakcióban, amely a blokkláncon kerül rendezésre). Az időalapú szkriptbővítmények, például a CheckSequenceVerify és a CheckLockTimeVerify lehetővé teszik a szankciók automatikus végrehajtását.

## Megvalósítások
A Lightning a BOLT (Basis of Lightning Technology) specifikációnak nevezett egységes specifikáció szerint működik. A Lightning négy fő megvalósítása: Lightning Network Daemon, CoreLightning, Eclair és Lightning Dev Kit.

### Előnyei
A Lightning hálózat használatának számos állítólagos jövőbeli előnye van a blokklánci tranzakciókhoz képest:
- Granularitás: Andreas Antonopoulos szerint a Lightning hálózat egyes implementációi lehetővé teszik a bitcoin alaprétegének legkisebb egysége, a satoshinál is kisebb utalásokat.
- Adatvédelem: Az egyes Lightning hálózati utalásai részletei nem kerülnek nyilvánosan rögzítésre a blokkláncon.[14] A Lightning hálózati utalások számos szekvenciális csatornán keresztül route-olhatóak, ahol minden csomópont-üzemeltető láthatja az utalásokat a csatornáikon keresztül, de nem láthatják ezen alapok forrását vagy rendeltetési helyét, ha nem szomszédosak.
- Gyorsaság: A Lightning hálózati tranzakciók elszámolási ideje kevesebb, mint egy perc, és akár ezredmásodpercben is mérhető. Összehasonlításképpen, a bitcoin blokkláncon a konfirmációs idő átlagosan tíz percenként történik.
- Tranzakciós átviteli sebesség: A protokoll alapján a másodpercenkénti fizetések mennyiségének nincs alapvető korlátja. A tranzakciók mennyiségét csak az egyes csomópontok kapacitása és sebessége korlátozza.

### Korlátai
A Lightning hálózat két csomópont közötti kétirányú fizetési csatornákból áll, amelyek együttesen okosszerződéseket hoznak létre. Ha bármelyik fél feladja a csatornát, a csatorna bezárul, és az utalás visszakerül a blokkláncra.
A Lightning hálózat vitarendezési mechanizmusának természetéből adódóan, amely megköveteli minden felhasználótól, hogy folyamatosan figyelje a blokkláncot a visszaélések miatt, kidolgozták az „őrtorony” koncepcióját, ahol a a csalások megfigyelése érdekében a bizalom kiszervezhető az őrtornyok csomópontjaira.
A kérés beérkezése után 24 óra áll rendelkezésre a kétirányú csatorna létrehozására.

### Útvonalválasztás
Abban az esetben, ha kétirányú fizetési csatorna nincs nyitva az ügyletben résztvevő felek között, az utalást a hálózaton keresztül kell irányítani. Ez a Tor-hoz hasonló hagyma-útválasztási technikával történik, és megköveteli, hogy a fizetés küldője és fogadója rendelkezzen elegendő közös peer-rel ahhoz, hogy megtalálják az utalási útvonalat. Effektíve egy egyszerű útvonal így nézne ki:
- Bob 1 BTC-t akar fizetni Alíznak, de Bobnak és Alíznak nincs egymással nyitott csatornája.
- Bobnak van egy csatornája Carollal, és Alíznak is van egy csatornája Carollal
- A fizetés útvonalválasztása tehát, hogy Bob 1 BTC-t küld Carolnak, Carol pedig 1 BTC-t Alíznak

Az útválasztásra vonatkozó eredeti tanulmány azt sugallja, hogy "végül, az optimalizálás révén a hálózat nagyon hasonlítani fog majd a Tier-1 internetszolgáltatókra".

## Elfogadás
2022 áprilisában az egyesült államoki székhelyű Kraken kriptotőzsde és váltó vezette be a Lightningot a bitcoin fogadására és kiutalására. 2023-ra felgyorsult az integrációja a vállalati szereplők körében. Ekkor integrálta a Binance a Lighting utalásokat a platformjára, ami a világ legnagyobb kereskedési volumenű kriptotőzsdéje. Szintén 2023-ban vezette be az OKX tőzsde.
Magyarországon ritka a bitcoin elfogadása, különösen a Bitcoin Lightning hálózaton keresztül. Egyik ritka példa rá egy budapesti öltönyüzlet webáruháza, amely 2023 márciusában vette fel a fizetési megoldásai közé.

## Felhasználási esetek
Hanyecz László, aki azzal szerzett hírnevet a kriptovaluta-közösségben, hogy 2010-ben 10 000 BTC-t fizetett két pizzáért, 2018-ban további két pizzát vásárolt a Lightning Networkhálózat segítségével, és 0,00649 BTC-t fizetett.

## Fordítás
Ez a szócikk részben vagy egészben  a   Lightning Network című angol Wikipédia-szócikk ezen változatának fordításán alapul.  Az eredeti cikk szerkesztőit annak laptörténete sorolja fel. Ez a jelzés csupán a megfogalmazás eredetét és a szerzői jogokat jelzi, nem szolgál a cikkben szereplő információk forrásmegjelöléseként.